# Thiocyclam
Thiocyclam ist eine chemische Verbindung aus der Gruppe der Trithiane, die als Insektizid Verwendung fand. Die Substanz wurde bei Sandoz entwickelt und war ab 1975 auf dem Markt verfügbar.

## Gewinnung und Darstellung
Thiocyclam wird in einer mehrstufigen Reaktion aus 2-Dimethylamino-1,3-dichlorpropan, Natriumthiosulfat, Natriumsulfid, Oxalsäure, Wasserstoffperoxid und Natriumsulfat gewonnen.

## Eigenschaften
Das als Insektizid eingesetzte Hydrogenoxalat ist eine farb- und geruchlose, kristalline Verbindung, deren Wasserlöslichkeit stark vom pH-Wert abhängt: bei 20 °C und pH 6,8 lösen sich 16,3 g/l, bei pH 3,3 hingegen 84 g/l.

## Wirkung und Toxikologie
Thiocyclam wurde als Kontakt- und Fraßgift eingesetzt, das im Nervensystem von Insekten die nikotinischen Acetylcholinrezeptoren blockiert. Das Insektizid ist gegen verschiedene Insektenarten wirksam und auch toxisch für Bienen, Fische und andere Wasserorganismen. Thiocyclam wird in der Umwelt rasch – mit einer Halbwertszeit im Boden von ein bis vier Tagen – abgebaut.
Bei Mäusen zeigte Thiocyclam in toxischen Dosen und bei oraler Aufnahme Muskelzittern bis zu Krampfanfällen und Schüttelkrämpfen sowie Störungen der Bewegungskoordination (Ataxie); der orale LD50-Wert lag für Mäuse bei 156 mg/kg und für Ratten bei 195 mg/kg Körpergewicht.

## Zulassung
Der Wirkstoff Thiocyclam ist in der Europäischen Union nicht für die Verwendung in Pflanzenschutzmitteln zugelassen. Er ist nicht mehr in Pflanzenschutzmitteln enthalten, die in Deutschland, Österreich oder der Schweiz zugelassen sind.